# Blancpain Endurance Series 2011
Die Blancpain Endurance Series 2011 war die Debütsaison der Blancpain Endurance Series. Sie wurde von der SRO organisiert und durchgeführt.
Insgesamt wurden fünf Rennen an Rennwochenenden in Italien, Spanien, Belgien, Frankreich und Großbritannien gefahren. Der Saisonstart fand am 17. April in Monza statt und das Saisonfinale wurde am 9. Oktober in Silverstone ausgetragen.
Gewinner der Pro-Wertung wurde der Belgier Gregory Franchi im Audi R8 LMS mit 89,5 Punkten. Die Pro-Teamwertung gewann das Team WRT Belgian Audi Club mit 115,5 Punkten.

## Starterfeld
Folgende Fahrer und Teams sind in der Saison gestartet:

### GT3-Pro-Starterfeld
| Team                         | Fahrzeug                                              | Nr. | Fahrer                     | Rennwochenende |
| ---------------------------- | ----------------------------------------------------- | --- | -------------------------- | -------------- |
| Vita4One                     | Ferrari 458 Italia GT3                                | 1   | Nico Verdonck              | alle           |
| Vita4One                     | Ferrari 458 Italia GT3                                | 1   | Frank Kechele              | 1, 2, 4, 5     |
| Vita4One                     | Ferrari 458 Italia GT3                                | 1   | Michael Bartels            | 1, 2           |
| Vita4One                     | Ferrari 458 Italia GT3                                | 1   | Jean Karl Vernay           | 3, 4           |
| Vita4One                     | Ferrari 458 Italia GT3                                | 1   | Eric van de Poele          | 3              |
| Vita4One                     | Ferrari 458 Italia GT3                                | 1   | Matteo Bobbi               | 5              |
| Vita4One                     | Ferrari 458 Italia GT3                                | 29  | Giacomo Petrobelli         | 3, 5           |
| Vita4One                     | Ferrari 458 Italia GT3                                | 29  | Matteo Bobbi               | 3              |
| Vita4One                     | Ferrari 458 Italia GT3                                | 29  | Frank Kechele              | 3              |
| Vita4One                     | Ferrari 458 Italia GT3                                | 29  | Michael Bartels            | 4              |
| Vita4One                     | Ferrari 458 Italia GT3                                | 29  | Martin Matzke              | 4              |
| Vita4One                     | Ferrari 458 Italia GT3                                | 29  | Filip Salaquarda           | 4, 5           |
| Vita4One                     | Ferrari 458 Italia GT3                                | 29  | Carlos Iaconelli           | 5              |
| Hexis AMR                    | Aston Martin DBRS9                                    | 3   | Julien Rodrigues           | alle           |
| Hexis AMR                    | Aston Martin DBRS9                                    | 3   | Yann Clairay               | 1–4            |
| Hexis AMR                    | Aston Martin DBRS9                                    | 3   | Pierre-Brice Mena          | 1–4            |
| Hexis AMR                    | Aston Martin DBRS9                                    | 3   | Laurent Cazenave           | 5              |
| Hexis AMR                    | Aston Martin DBRS9                                    | 3   | Stef Dusseldorp            | 5              |
| Hexis AMR                    | Aston Martin DBRS9                                    | 4   | Frédéric Makowiecki        | alle           |
| Hexis AMR                    | Aston Martin DBRS9                                    | 4   | Henri Moser                | alle           |
| Hexis AMR                    | Aston Martin DBRS9                                    | 4   | Gilles Vannelet            | 1, 2, 4        |
| Hexis AMR                    | Aston Martin DBRS9                                    | 4   | Stef Dusseldorp            | 3              |
| Hexis AMR                    | Aston Martin DBRS9                                    | 4   | Yann Clairay               | 5              |
| Team Rhino's Leipert         | Lamborghini Gallardo LP560                            | 7   | Olivier Tielemans          | 1, 2           |
| Team Rhino's Leipert         | Lamborghini Gallardo LP560                            | 7   | Mika Vähämäki              | 1, 2           |
| Team Rhino's Leipert         | Lamborghini Gallardo LP560                            | 7   | Niki Lanik                 | 1              |
| Team Rhino's Leipert         | Lamborghini Gallardo LP560                            | 7   | Dennis Vollmair            | 2              |
| AutOrlando Sport             | Porsche 997 GT3-R                                     | 9   | Gianluca Roda              | alle           |
| AutOrlando Sport             | Porsche 997 GT3-R                                     | 9   | Raffaele Giammaria         | alle           |
| AutOrlando Sport             | Porsche 997 GT3-R                                     | 9   | Paolo Ruberti              | alle           |
| SOFREV ASP                   | Ferrari 458 Italia GT3                                | 10  | Patrice Goueslard          | 1–4            |
| SOFREV ASP                   | Ferrari 458 Italia GT3                                | 10  | Julien Jousse              | 1–4            |
| SOFREV ASP                   | Ferrari 458 Italia GT3                                | 10  | Jérôme Policand            | 1, 2, 4        |
| SOFREV ASP                   | Ferrari 458 Italia GT3                                | 10  | Olivier Pla                | 3              |
| KRK Racing Team Holland      | Mercedes-Benz SLS AMG GT3                             | 15  | Mike Hezemans              | 3              |
| KRK Racing Team Holland      | Mercedes-Benz SLS AMG GT3                             | 15  | Anthony Kumpen             | 3              |
| KRK Racing Team Holland      | Mercedes-Benz SLS AMG GT3                             | 15  | Koen Wauters               | 3              |
| Blancpain Reiter             | Lamborghini Gallardo LP560 Lamborghini Gallardo LP600 | 25  | Albert von Thurn und Taxis | 1–3            |
| Blancpain Reiter             | Lamborghini Gallardo LP560 Lamborghini Gallardo LP600 | 25  | Nikolaus Mayr-Melnhof      | 1–3            |
| Blancpain Reiter             | Lamborghini Gallardo LP560 Lamborghini Gallardo LP600 | 25  | Eugenio Amos               | 1–3            |
| WRT Belgian Audi Club        | Audi R8 LMS                                           | 32  | Bert Longin                | alle           |
| WRT Belgian Audi Club        | Audi R8 LMS                                           | 32  | Stéphane Ortelli           | alle           |
| WRT Belgian Audi Club        | Audi R8 LMS                                           | 32  | Filipe Albuquerque         | alle           |
| WRT Belgian Audi Club        | Audi R8 LMS                                           | 33  | Gregory Franchi            | alle           |
| WRT Belgian Audi Club        | Audi R8 LMS                                           | 33  | Andrea Piccini             | 1, 2, 4, 5     |
| WRT Belgian Audi Club        | Audi R8 LMS                                           | 33  | Marcel Fässler             | 1, 2, 4        |
| WRT Belgian Audi Club        | Audi R8 LMS                                           | 33  | Mattias Ekström            | 3              |
| WRT Belgian Audi Club        | Audi R8 LMS                                           | 33  | Timo Scheider              | 3              |
| WRT Belgian Audi Club        | Audi R8 LMS                                           | 33  | Christopher Mies           | 5              |
| JR Motorsports               | Nissan GT-R GT3                                       | 35  | Richard Westbrook          | 4, 5           |
| JR Motorsports               | Nissan GT-R GT3                                       | 35  | David Brabham              | 4              |
| JR Motorsports               | Nissan GT-R GT3                                       | 35  | Nick Catsburg              | 5              |
| JR Motorsports               | Nissan GT-R GT3                                       | 35  | Peter Dumbreck             | 5              |
| Black Falcon                 | Mercedes-Benz SLS AMG GT3                             | 35  | Kenneth Heyer              | 3              |
| Black Falcon                 | Mercedes-Benz SLS AMG GT3                             | 35  | Thomas Jäger               | 3              |
| Black Falcon                 | Mercedes-Benz SLS AMG GT3                             | 35  | Stéphane Lémeret           | 3              |
| Scuderia Vittoria            | Ferrari 458 Italia GT3                                | 38  | Giacomo Petrobelli         | 1, 2, 4        |
| Scuderia Vittoria            | Ferrari 458 Italia GT3                                | 38  | Matteo Bobbi               | 1, 2, 4        |
| Scuderia Vittoria            | Ferrari 458 Italia GT3                                | 38  | Carlos Iaconelli           | 1, 2, 4        |
| Marc VDS Racing Team         | BMW Z4 GT3                                            | 40  | Bas Leinders               | 3–5            |
| Marc VDS Racing Team         | BMW Z4 GT3                                            | 40  | Maxime Martin              | 3–5            |
| Marc VDS Racing Team         | BMW Z4 GT3                                            | 40  | Marc Hennerici             | 3              |
| Marc VDS Racing Team         | BMW Z4 GT3                                            | 40  | Markus Palttala            | 4, 5           |
| Marc VDS Racing Team         | Ford GT GT3                                           | 40  | Bas Leinders               | 1, 2           |
| Marc VDS Racing Team         | Ford GT GT3                                           | 40  | Markus Palttala            | 1, 2           |
| Marc VDS Racing Team         | Ford GT GT3                                           | 40  | Maxime Martin              | 1, 2           |
| Marc VDS Racing Team         | Ford GT GT3                                           | 41  | Markus Palttala            | 3              |
| Marc VDS Racing Team         | Ford GT GT3                                           | 41  | Jonathan Hirschi           | 3              |
| Marc VDS Racing Team         | Ford GT GT3                                           | 41  | Antoine Leclerc            | 3              |
| Marc VDS Racing Team         | Alpina B6 GT3                                         | 41  | Dylan Derdaele             | 5              |
| Marc VDS Racing Team         | Alpina B6 GT3                                         | 41  | Dino Lunardi               | 5              |
| Marc VDS Racing Team         | Alpina B6 GT3                                         | 41  | Nikolaus Mayr-Melnhof      | 5              |
| Gulf Racing                  | Lamborghini Gallardo GT3                              | 45  | Fabien Giroix              | 2, 4           |
| Gulf Racing                  | Lamborghini Gallardo GT3                              | 45  | Andrea Barlesi             | 2, 4           |
| Gulf Racing                  | Lamborghini Gallardo GT3                              | 45  | Jean-Pierre Valentini      | 2              |
| Gulf Racing                  | Lamborghini Gallardo GT3                              | 45  | Frédéric Fatien            | 4              |
| AF Corse                     | Ferrari 458 Italia GT3                                | 50  | Matt Griffin               | 5              |
| AF Corse                     | Ferrari 458 Italia GT3                                | 50  | Marco Cioci                | 5              |
| AF Corse                     | Ferrari 458 Italia GT3                                | 50  | Piergiuseppe Perazzini     | 5              |
| McLaren GT                   | McLaren MP4-12C GT3                                   | 58  | Robert Bell                | 3              |
| McLaren GT                   | McLaren MP4-12C GT3                                   | 58  | Chris Goodwin              | 3              |
| McLaren GT                   | McLaren MP4-12C GT3                                   | 58  | Tim Mullen                 | 3              |
| McLaren GT                   | McLaren MP4-12C GT3                                   | 59  | Álvaro Parente             | 3–5            |
| McLaren GT                   | McLaren MP4-12C GT3                                   | 59  | Oliver Turvey              | 3–5            |
| McLaren GT                   | McLaren MP4-12C GT3                                   | 59  | Andrew Kirkaldy            | 3, 4           |
| McLaren GT                   | McLaren MP4-12C GT3                                   | 59  | Danny Watts                | 5              |
| McLaren GT                   | McLaren MP4-12C GT3                                   | 60  | Adam Christodoulou         | 5              |
| McLaren GT                   | McLaren MP4-12C GT3                                   | 60  | Phil Quaife                | 5              |
| McLaren GT                   | McLaren MP4-12C GT3                                   | 60  | Klaas Hummel               | 5              |
| Prospeed Competition         | Porsche 997 GT3-R                                     | 75  | Marc Goossens              | 3              |
| Prospeed Competition         | Porsche 997 GT3-R                                     | 75  | Jan Heylen                 | 3              |
| Prospeed Competition         | Porsche 997 GT3-R                                     | 75  | Maxime Soulet              | 3              |
| Need for Speed Team Schubert | BMW Z4 GT3                                            | 76  | Claudia Hürtgen            | 3              |
| Need for Speed Team Schubert | BMW Z4 GT3                                            | 76  | Edward Sandström           | 3              |
| Need for Speed Team Schubert | BMW Z4 GT3                                            | 76  | Dirk Werner                | 3              |
| Audi Sport Team Phoenix      | Audi R8 LMS                                           | 98  | Marcel Fässler             | 3              |
| Audi Sport Team Phoenix      | Audi R8 LMS                                           | 98  | Andrea Piccini             | 3              |
| Audi Sport Team Phoenix      | Audi R8 LMS                                           | 98  | Mike Rockenfeller          | 3              |
| Audi Sport Team Phoenix      | Audi R8 LMS                                           | 99  | Marc Basseng               | 3              |
| Audi Sport Team Phoenix      | Audi R8 LMS                                           | 99  | Christopher Haase          | 3              |
| Audi Sport Team Phoenix      | Audi R8 LMS                                           | 99  | Frank Stippler             | 3              |

### GT3-Pro-Am-Starterfeld
| Team                           | Fahrzeug                                              | Nr. | Fahrer                | Rennwochenende |
| ------------------------------ | ----------------------------------------------------- | --- | --------------------- | -------------- |
| Vita4One                       | Ferrari 458 Italia GT3                                | 2   | Niek Hommerson        | alle           |
| Vita4One                       | Ferrari 458 Italia GT3                                | 2   | Louis Machiels        | alle           |
| Vita4One                       | Ferrari 458 Italia GT3                                | 2   | Paul van Splunteren   | 1, 4           |
| Vita4One                       | Ferrari 458 Italia GT3                                | 2   | Michael Bartels       | 3, 5           |
| Vita4One                       | Ferrari 458 Italia GT3                                | 2   | Andrea Bertolini      | 3              |
| Team Rhino's Leipert           | Lamborghini Gallardo LP560 Lamborghini Gallardo LP600 | 6   | Duarte Félix da Costa | alle           |
| Team Rhino's Leipert           | Lamborghini Gallardo LP560 Lamborghini Gallardo LP600 | 6   | Lourenço da Veiga     | alle           |
| Team Rhino's Leipert           | Lamborghini Gallardo LP560 Lamborghini Gallardo LP600 | 6   | Ricardo Bravo         | alle           |
| Team Rhino's Leipert           | Lamborghini Gallardo LP560 Lamborghini Gallardo LP600 | 6   | Mika Vähämäki         | 3              |
| Team Rhino's Leipert           | Lamborghini Gallardo LP600                            | 7   | José Manuel Balbiani  | 5              |
| Team Rhino's Leipert           | Lamborghini Gallardo LP600                            | 7   | Alejandro Chahwan     | 5              |
| Team Rhino's Leipert           | Lamborghini Gallardo LP600                            | 7   | Sebastián Martínez    | 5              |
| GPR AMR                        | Aston Martin DBRS9                                    | 8   | Eddy Renard           | 1–3            |
| GPR AMR                        | Aston Martin DBRS9                                    | 8   | Ludovic Sougnez       | 1, 2           |
| GPR AMR                        | Aston Martin DBRS9                                    | 8   | Christian Kelders     | 1              |
| GPR AMR                        | Aston Martin DBRS9                                    | 8   | Jonathan Hirschi      | 2              |
| GPR AMR                        | Aston Martin DBRS9                                    | 8   | Tomáš Enge            | 3              |
| GPR AMR                        | Aston Martin DBRS9                                    | 8   | Gavin Pickering       | 3              |
| GPR AMR                        | Aston Martin DBRS9                                    | 8   | Jan Stoviček          | 3              |
| United Autosports              | Audi R8 LMS                                           | 11  | Matt Bell             | 3              |
| United Autosports              | Audi R8 LMS                                           | 11  | Mark Blundell         | 3              |
| United Autosports              | Audi R8 LMS                                           | 11  | Eddie Cheever         | 3              |
| United Autosports              | Audi R8 LMS                                           | 11  | Mark Patterson        | 3              |
| United Autosports              | Audi R8 LMS                                           | 12  | Alain Li              | 3              |
| United Autosports              | Audi R8 LMS                                           | 12  | Arie Luyendyk         | 3              |
| United Autosports              | Audi R8 LMS                                           | 12  | Richard Meins         | 3              |
| United Autosports              | Audi R8 LMS                                           | 12  | Henri Richard         | 3              |
| United Autosports              | Audi R8 LMS                                           | 23  | Zak Brown             | 3              |
| United Autosports              | Audi R8 LMS                                           | 23  | Richard Dean          | 3              |
| United Autosports              | Audi R8 LMS                                           | 23  | Johnny Herbert        | 3              |
| United Autosports              | Audi R8 LMS                                           | 23  | Stefan Johansson      | 3              |
| KRK Racing Team Holland        | Mercedes-Benz SLS AMG GT3                             | 16  | Bernhard van Oranje   | 3              |
| KRK Racing Team Holland        | Mercedes-Benz SLS AMG GT3                             | 16  | Dennis Retera         | 3              |
| KRK Racing Team Holland        | Mercedes-Benz SLS AMG GT3                             | 16  | Marius Ritskes        | 3              |
| KRK Racing Team Holland        | Mercedes-Benz SLS AMG GT3                             | 16  | Raf Vanthoor          | 3              |
| De Lorenzi Racing              | Porsche 997 GT3-R                                     | 18  | Gianluca de Lorenzi   | 1–4            |
| De Lorenzi Racing              | Porsche 997 GT3-R                                     | 18  | Alessandro Bonetti    | 1–4            |
| De Lorenzi Racing              | Porsche 997 GT3-R                                     | 18  | Stefano Borghi        | 1, 2           |
| De Lorenzi Racing              | Porsche 997 GT3-R                                     | 18  | Lorenzo Bontempelli   | 3              |
| De Lorenzi Racing              | Porsche 997 GT3-R                                     | 18  | Beniamino Caccia      | 3              |
| SOFREV ASP                     | Ferrari 458 Italia GT3                                | 20  | Ludovic Badey         | alle           |
| SOFREV ASP                     | Ferrari 458 Italia GT3                                | 20  | Jean-Luc Beaubélique  | alle           |
| SOFREV ASP                     | Ferrari 458 Italia GT3                                | 20  | Franck Morel          | alle           |
| SOFREV ASP                     | Ferrari 458 Italia GT3                                | 20  | Guillaume Moreau      | 3              |
| Blancpain Reiter               | Lamborghini Gallardo LP560 Lamborghini Gallardo LP600 | 24  | Marc A. Hayek         | 1–3, 5         |
| Blancpain Reiter               | Lamborghini Gallardo LP560 Lamborghini Gallardo LP600 | 24  | Peter Kox             | 1–3, 5         |
| Blancpain Reiter               | Lamborghini Gallardo LP560 Lamborghini Gallardo LP600 | 24  | Jos Menten            | 3              |
| Delahaye Racing                | Corvette Z06 GT3                                      | 26  | Jean-Luc Blanchemain  | 3              |
| Delahaye Racing                | Corvette Z06 GT3                                      | 26  | Frédéric Bouvy        | 3              |
| Delahaye Racing                | Corvette Z06 GT3                                      | 26  | Damien Coens          | 3              |
| Delahaye Racing                | Corvette Z06 GT3                                      | 26  | Christian Kelders     | 3              |
| Black Falcon                   | Mercedes-Benz SLS AMG GT3                             | 38  | Bret Curtis           | 3              |
| Black Falcon                   | Mercedes-Benz SLS AMG GT3                             | 38  | Jeroen van den Heuvel | 3              |
| Black Falcon                   | Mercedes-Benz SLS AMG GT3                             | 38  | Peter Van der Kolk    | 3              |
| Black Falcon                   | Mercedes-Benz SLS AMG GT3                             | 38  | Andrii Lebed          | 3              |
| Sport Garage                   | Ferrari 430 Scuderia GT3                              | 42  | Éric Cayrolle         | alle           |
| Sport Garage                   | Ferrari 430 Scuderia GT3                              | 42  | Michaël Petit         | alle           |
| Sport Garage                   | Ferrari 430 Scuderia GT3                              | 42  | Christophe Jouet      | 1–3, 5         |
| Sport Garage                   | Ferrari 430 Scuderia GT3                              | 42  | Romain Brandela       | 3              |
| Faster Racing by DB Motorsport | BMW Z4 GT3                                            | 43  | Jeroen de Boer        | 2, 3           |
| Faster Racing by DB Motorsport | BMW Z4 GT3                                            | 43  | Simon Knap            | 2, 3           |
| Faster Racing by DB Motorsport | BMW Z4 GT3                                            | 43  | David Hart            | 3              |
| Faster Racing by DB Motorsport | BMW Z4 GT3                                            | 44  | Archie Hamilton       | 3              |
| Faster Racing by DB Motorsport | BMW Z4 GT3                                            | 44  | Harrie Kolen          | 3              |
| Faster Racing by DB Motorsport | BMW Z4 GT3                                            | 44  | Xavier Maassen        | 3              |
| Faster Racing by DB Motorsport | BMW Z4 GT3                                            | 44  | Hoevert Vos           | 3              |
| Gulf Racing                    | Lamborghini Gallardo GT3                              | 45  | Andrea Barlesi        | 3, 5           |
| Gulf Racing                    | Lamborghini Gallardo GT3                              | 45  | Frédéric Fatien       | 3, 5           |
| Gulf Racing                    | Lamborghini Gallardo GT3                              | 45  | Fabien Giroix         | 3              |
| Gulf Racing                    | Lamborghini Gallardo GT3                              | 45  | Karim Al Azhari       | 3              |
| Black Bull Swiss Racing        | Ferrari 430 Scuderia GT3                              | 46  | Andrea Invernizzi     | 1              |
| Black Bull Swiss Racing        | Ferrari 430 Scuderia GT3                              | 46  | Mirko Venturi         | 1              |
| Black Bull Swiss Racing        | Ferrari 430 Scuderia GT3                              | 46  | Tommaso Maino         | 1              |
| AF Corse                       | Ferrari 458 Italia GT3                                | 50  | Matt Griffin          | 1–4            |
| AF Corse                       | Ferrari 458 Italia GT3                                | 50  | Jack Gerber           | 1–4            |
| AF Corse                       | Ferrari 458 Italia GT3                                | 50  | Niki Cadei            | 3              |
| AF Corse                       | Ferrari 458 Italia GT3                                | 50  | Marco Cioci           | 3              |
| AF Corse                       | Ferrari 458 Italia GT3                                | 51  | Jean-Marc Bachelier   | 3, 5           |
| AF Corse                       | Ferrari 458 Italia GT3                                | 51  | Howard Blank          | 3, 5           |
| AF Corse                       | Ferrari 458 Italia GT3                                | 51  | Yannick Mallégol      | 3, 5           |
| AF Corse                       | Ferrari 458 Italia GT3                                | 51  | Maurizio Basso        | 4              |
| AF Corse                       | Ferrari 458 Italia GT3                                | 51  | Gino Forgione         | 4              |
| AF Corse                       | Ferrari 458 Italia GT3                                | 51  | Massimiliano Mugelli  | 4              |
| Graff Racing                   | Mercedes-Benz SLS AMG GT3                             | 54  | Eric Debard           | 3              |
| Graff Racing                   | Mercedes-Benz SLS AMG GT3                             | 54  | Grégoire Demoustier   | 3              |
| Graff Racing                   | Mercedes-Benz SLS AMG GT3                             | 54  | Nicolas Lapierre      | 3              |
| Graff Racing                   | Mercedes-Benz SLS AMG GT3                             | 54  | Olivier Panis         | 3              |
| Graff Racing                   | Mercedes-Benz SLS AMG GT3                             | 55  | Philippe Haezebrouck  | 3              |
| Graff Racing                   | Mercedes-Benz SLS AMG GT3                             | 55  | Mike Parisy           | 3              |
| Graff Racing                   | Mercedes-Benz SLS AMG GT3                             | 55  | Gilles Vannelet       | 3              |
| Graff Racing                   | Mercedes-Benz SLS AMG GT3                             | 55  | Massimo Vignali       | 3              |
| McLaren GT                     | McLaren MP4-12C GT3                                   | 60  | Adam Christodoulou    | 3, 4           |
| McLaren GT                     | McLaren MP4-12C GT3                                   | 60  | Phil Quaife           | 3              |
| McLaren GT                     | McLaren MP4-12C GT3                                   | 60  | Glynn Geddie          | 3              |
| McLaren GT                     | McLaren MP4-12C GT3                                   | 60  | Roger Wills           | 3              |
| McLaren GT                     | McLaren MP4-12C GT3                                   | 60  | Klaas Hummel          | 4              |
| McLaren GT                     | McLaren MP4-12C GT3                                   | 60  | Pierre Kaffer         | 4              |
| AutoVitesse                    | Lamborghini Gallardo LP600                            | 64  | Julien Piguet         | 4              |
| AutoVitesse                    | Lamborghini Gallardo LP600                            | 64  | Cédric Leimer         | 4              |
| Prospeed Competition           | Porsche 997 GT3-R                                     | 74  | Nicolas de Crem       | 3              |
| Prospeed Competition           | Porsche 997 GT3-R                                     | 74  | Bryce Miller          | 3              |
| Prospeed Competition           | Porsche 997 GT3-R                                     | 74  | Ludovic Sougnez       | 3              |
| Prospeed Competition           | Porsche 997 GT3-R                                     | 74  | Paul van Splunteren   | 3              |
| Ecurie Ecosse                  | Aston Martin DBRS9                                    | 79  | Oliver Bryant         | 3              |
| Ecurie Ecosse                  | Aston Martin DBRS9                                    | 79  | Alasdair McCaig       | 3              |
| Ecurie Ecosse                  | Aston Martin DBRS9                                    | 79  | Andrew Smith          | 3              |
| Ecurie Ecosse                  | Aston Martin DBRS9                                    | 79  | Joe Twyman            | 3              |
| SMG                            | Porsche 997 GT3-R                                     | 80  | Eric Clément          | 4              |
| SMG                            | Porsche 997 GT3-R                                     | 80  | Philippe Gache        | 4              |
| Exagon Engineering             | Porsche 997 GT3-R                                     | 81  | Daniel Desbruères     | 4              |
| Exagon Engineering             | Porsche 997 GT3-R                                     | 81  | Christian Kelders     | 4              |
| Team Preci Spark               | Mercedes-Benz SLS AMG GT3                             | 90  | David Jones           | 3, 5           |
| Team Preci Spark               | Mercedes-Benz SLS AMG GT3                             | 90  | Godfrey Jones         | 3, 5           |
| Team Preci Spark               | Mercedes-Benz SLS AMG GT3                             | 90  | Mike Jordan           | 3              |
| Marc VDS Racing Team           | Ford Mustang FR500 GT3                                | 92  | Éric Bachelart        | 3              |
| Marc VDS Racing Team           | Ford Mustang FR500 GT3                                | 92  | Marc Duez             | 3              |
| Marc VDS Racing Team           | Ford Mustang FR500 GT3                                | 92  | Jean-Michel Martin    | 3              |
| Mühlner Motorsport             | Porsche 997 GT3-R                                     | 123 | Armand Fumal          | 3              |
| Mühlner Motorsport             | Porsche 997 GT3-R                                     | 123 | Christian Lefort      | 3              |
| Mühlner Motorsport             | Porsche 997 GT3-R                                     | 123 | Carl Rosenblad        | 3              |
| Mühlner Motorsport             | Porsche 997 GT3-R                                     | 123 | Jérôme Thiry          | 3              |
| Mühlner Motorsport             | Porsche 997 GT3-R                                     | 124 | Sebastian Asch        | 3              |
| Mühlner Motorsport             | Porsche 997 GT3-R                                     | 124 | Tim Bergmeister       | 3              |
| Mühlner Motorsport             | Porsche 997 GT3-R                                     | 124 | Jochen Krumbach       | 3              |
| Mühlner Motorsport             | Porsche 997 GT3-R                                     | 124 | Martin Rich           | 3              |
| Haribo Team Manthey            | Porsche 997 GT3-R                                     | 888 | Christian Menzel      | 3              |
| Haribo Team Manthey            | Porsche 997 GT3-R                                     | 888 | Hans Guido Riegel     | 3              |
| Haribo Team Manthey            | Porsche 997 GT3-R                                     | 888 | Mike Stursberg        | 3              |
| Haribo Team Manthey            | Porsche 997 GT3-R                                     | 888 | Richard Westbrook     | 3              |

### GT3-Gentlemen-Trophy-Starterfeld
| Team                  | Fahrzeug                 | Nr. | Fahrer                       | Rennwochenende |
| --------------------- | ------------------------ | --- | ---------------------------- | -------------- |
| Level Racing          | Porsche 997 GT3 Cup S    | 19  | Philippe "Brody" Broodcoren  | 1, 3–5         |
| Level Racing          | Porsche 997 GT3 Cup S    | 19  | Cyril Calmon                 | 1              |
| Level Racing          | Porsche 997 GT3 Cup S    | 19  | Mathijs Harkema              | 3–5            |
| Level Racing          | Porsche 997 GT3 Cup S    | 19  | Christoff Corten             | 3, 5           |
| Level Racing          | Porsche 997 GT3 Cup S    | 19  | Kurt Dujardin                | 3              |
| Level Racing          | Porsche 997 GT3 Cup S    | 19  | Pierre-Yves Rosoux           | 4              |
| Sport Garage          | Ferrari 430 Scuderia GT3 | 22  | Lionel Comole                | alle           |
| Sport Garage          | Ferrari 430 Scuderia GT3 | 22  | Philip Shearer               | 1, 2           |
| Sport Garage          | Ferrari 430 Scuderia GT3 | 22  | Amandine Foulard             | 1, 2           |
| Sport Garage          | Ferrari 430 Scuderia GT3 | 22  | André-Alain Corbel           | 3              |
| Sport Garage          | Ferrari 430 Scuderia GT3 | 22  | Thomas Duchêne               | 3              |
| Sport Garage          | Ferrari 430 Scuderia GT3 | 22  | Eric Vaissière               | 3              |
| Sport Garage          | Ferrari 430 Scuderia GT3 | 22  | Romain Brandela              | 4              |
| Sport Garage          | Ferrari 430 Scuderia GT3 | 22  | Paul Lanchere                | 4              |
| Sport Garage          | Ferrari 430 Scuderia GT3 | 22  | Chris Dymond                 | 5              |
| Sport Garage          | Ferrari 430 Scuderia GT3 | 22  | Robert Hissom                | 5              |
| Ruffier Racing        | Lamborghini Gallardo GT3 | 30  | Jacques Medard               | 1, 2           |
| Ruffier Racing        | Lamborghini Gallardo GT3 | 30  | Gabriel Abergel              | 1, 2           |
| Ruffier Racing        | Lamborghini Gallardo GT3 | 30  | Frédéric Da Rocha            | 4              |
| Ruffier Racing        | Lamborghini Gallardo GT3 | 30  | Patrice Lafargue             | 4              |
| Ruffier Racing        | Lamborghini Gallardo GT3 | 31  | Georges Cabannes             | 1, 2, 4, 5     |
| Ruffier Racing        | Lamborghini Gallardo GT3 | 31  | Grégory Guilvert             | 1, 4           |
| Ruffier Racing        | Lamborghini Gallardo GT3 | 31  | Fabien Michal                | 2, 4, 5        |
| Ruffier Racing        | Lamborghini Gallardo GT3 | 31  | Gilles Vannelet              | 5              |
| De Lorenzi Racing     | Porsche 997 GT3 Cup      | 36  | Sergio Negroni               | alle           |
| De Lorenzi Racing     | Porsche 997 GT3 Cup      | 36  | Luigi Emiliani               | 1, 2, 4, 5     |
| De Lorenzi Racing     | Porsche 997 GT3 Cup      | 36  | Marco Cassera                | 1, 2, 4, 5     |
| De Lorenzi Racing     | Porsche 997 GT3 Cup      | 36  | Giorgio Piodi                | 3              |
| De Lorenzi Racing     | Porsche 997 GT3 Cup      | 36  | Roberto Fecchio              | 3              |
| De Lorenzi Racing     | Porsche 997 GT3 Cup      | 36  | Stefano Crotti               | 3              |
| De Lorenzi Racing     | Porsche 997 GT3 Cup S    | 37  | Giorgio Piodi                | 1, 2, 4        |
| De Lorenzi Racing     | Porsche 997 GT3 Cup S    | 37  | Stefano Bianconi             | 1, 2           |
| De Lorenzi Racing     | Porsche 997 GT3 Cup S    | 37  | Sergio Parato                | 1              |
| De Lorenzi Racing     | Porsche 997 GT3 Cup S    | 37  | Stefano Villa                | 2, 4           |
| De Lorenzi Racing     | Porsche 997 GT3 Cup S    | 37  | Matteo Milani                | 4              |
| RMS                   | Porsche 997 GT3 Cup      | 56  | Marc Faggionato              | 3              |
| RMS                   | Porsche 997 GT3 Cup      | 56  | Thierry Prignaud             | 3              |
| RMS                   | Porsche 997 GT3 Cup      | 56  | Franck Racinet               | 3              |
| RMS                   | Porsche 997 GT3 Cup      | 56  | Thierry Stépec               | 3              |
| RMS                   | Porsche 997 GT3 Cup      | 57  | Olivier Baron                | 3              |
| RMS                   | Porsche 997 GT3 Cup      | 57  | Richard Feller               | 3              |
| RMS                   | Porsche 997 GT3 Cup      | 57  | Manuel Nicolaïdis            | 3              |
| RMS                   | Porsche 997 GT3 Cup      | 57  | Fabio Spirgi                 | 3              |
| GPR AMR               | Aston Martin DBRS9       | 78  | Pierre Grivegnee             | 3              |
| GPR AMR               | Aston Martin DBRS9       | 78  | Alex van de Poele            | 3              |
| GPR AMR               | Aston Martin DBRS9       | 78  | Jean-Pierre Vandewauwer      | 3              |
| GCR                   | Dodge Viper GT3          | 82  | Guy Clairay                  | 3              |
| GCR                   | Dodge Viper GT3          | 82  | Jean-Marc Merlin             | 3              |
| GCR                   | Dodge Viper GT3          | 82  | Dominique Nury               | 3              |
| GCR                   | Dodge Viper GT3          | 82  | Bernard Salam                | 3              |
| VDS Racing Adventures | Ford Mustang FR500 GT3   | 85  | Benjamin Bailly              | 3              |
| VDS Racing Adventures | Ford Mustang FR500 GT3   | 85  | José Close                   | 3              |
| VDS Racing Adventures | Ford Mustang FR500 GT3   | 85  | Julien Schroyen              | 3              |
| VDS Racing Adventures | Ford Mustang FR500 GT3   | 85  | Raphaël van der Straten      | 3              |
| Speedlover            | Porsche 997 GT3 Cup      | 104 | Michel de Coster             | 3              |
| Speedlover            | Porsche 997 GT3 Cup      | 104 | Tom Langeberg                | 3              |
| Speedlover            | Porsche 997 GT3 Cup      | 104 | Rik Renmans                  | 3              |
| Speedlover            | Porsche 997 GT3 Cup      | 104 | Oskar Slingerland            | 3              |
| Signa Motorsport      | Dodge Viper GT3          | 116 | Patrick Chaillet             | 3              |
| Signa Motorsport      | Dodge Viper GT3          | 116 | Benoit Galand                | 3              |
| Signa Motorsport      | Dodge Viper GT3          | 116 | Christophe Geoffroy          | 3              |
| Signa Motorsport      | Dodge Viper GT3          | 116 | Thierry de Latre du Bosqueau | 3              |
| Freeman Gepa 161      | Porsche 997 GT3 Cup      | 161 | Patrick Geladé               | 3              |
| Freeman Gepa 161      | Porsche 997 GT3 Cup      | 161 | Didier Grandjean             | 3              |
| Freeman Gepa 161      | Porsche 997 GT3 Cup      | 161 | Pascal Muller                | 3              |
| Freeman Gepa 161      | Porsche 997 GT3 Cup      | 161 | Dominique Sandona            | 3              |

### GT4-Starterfeld
| Team                          | Fahrzeug                    | Nr. | Fahrer                      | Rennwochenende |
| ----------------------------- | --------------------------- | --- | --------------------------- | -------------- |
| Lotus Driving Academy         | Lotus Evora GT4             | 61  | Stefan Landmann             | 1              |
| Lotus Driving Academy         | Lotus Evora GT4             | 61  | Csaba Walter                | 1              |
| Lotus Driving Academy         | Lotus Evora GT4             | 61  | Florian Aichinger           | 1              |
| Lotus Driving Academy         | Lotus Evora GT4             | 61  | Lorenz Frey                 | 2, 4           |
| Lotus Driving Academy         | Lotus Evora GT4             | 61  | Rolf Maritz                 | 2, 4           |
| Lotus Driving Academy         | Lotus Evora GT4             | 61  | Fredy Barth                 | 2, 4           |
| Lotus Driving Academy         | Lotus Evora GT4             | 62  | Andrina Gugger              | 4              |
| Lotus Driving Academy         | Lotus Evora GT4             | 62  | Matthias Gamauf             | 4              |
| RJN Motorsport                | Nissan 370Z GT4             | 63  | Alex Buncombe               | alle           |
| RJN Motorsport                | Nissan 370Z GT4             | 63  | Jordan Tresson              | alle           |
| RJN Motorsport                | Nissan 370Z GT4             | 63  | Christopher Ward            | alle           |
| Gentle Swiss Racing           | Aston Martin V8 Vantage GT4 | 64  | Lorenz Frey                 | 1              |
| Gentle Swiss Racing           | Aston Martin V8 Vantage GT4 | 64  | Rolf Maritz                 | 1              |
| Gentle Swiss Racing           | Aston Martin V8 Vantage GT4 | 64  | Fredy Barth                 | 1              |
| Gentle Swiss Racing           | Maserati GranTurismo MC     | 65  | Andrina Gugger              | 1, 2           |
| Gentle Swiss Racing           | Maserati GranTurismo MC     | 65  | Devis Schwägli              | 1, 2           |
| Lotus Italia Scuderia Giudici | Lotus Evora GT4             | 70  | Edoardo Piscopo             | alle           |
| Lotus Italia Scuderia Giudici | Lotus Evora GT4             | 70  | Leo Mansell                 | alle           |
| Lotus Italia Scuderia Giudici | Lotus Evora GT4             | 70  | Greg Mansell                | alle           |
| Lotus Italia Scuderia Giudici | Lotus Evora GT4             | 70  | Gianni Giudici              | 3              |
| De Lorenzi Racing             | Ginetta G50 Cup             | 73  | Piero Limonta               | 1, 2           |
| De Lorenzi Racing             | Ginetta G50 Cup             | 73  | Fabrizio Ferrari            | 1, 2           |
| De Lorenzi Racing             | Ginetta G50 Cup             | 73  | Alberto Viglione            | 1              |
| De Lorenzi Racing             | Ginetta G50 Cup             | 73  | Diego Alessi                | 2              |
| GPR AMR                       | Aston Martin V8 Vantage GT4 | 88  | Giuseppe de Pasquale        | 1, 2           |
| GPR AMR                       | Aston Martin V8 Vantage GT4 | 88  | Raffaele Sangiuolo          | 1, 2           |
| GPR AMR                       | Aston Martin V8 Vantage GT4 | 88  | Léonard Vernet              | 1              |
| GPR AMR                       | Aston Martin V8 Vantage GT4 | 88  | Philippe "Brody" Broodcoren | 2              |
| DVB Racing                    | BMW M3 GT4                  | 100 | Wolfgang Haugg              | 3              |
| DVB Racing                    | BMW M3 GT4                  | 100 | Christophe Legrand          | 3              |
| DVB Racing                    | BMW M3 GT4                  | 100 | Giuseppe de Pasquale        | 3–5            |
| DVB Racing                    | BMW M3 GT4                  | 100 | Raffaele Sangiuolo          | 3–5            |
| Speedlover                    | Aston Martin V8 Vantage GT4 | 103 | Peter van Audenhove         | 3              |
| Speedlover                    | Aston Martin V8 Vantage GT4 | 103 | Christoff Bigourie          | 3              |
| Speedlover                    | Aston Martin V8 Vantage GT4 | 103 | Sven van Laere              | 3              |
| Speedlover                    | Aston Martin V8 Vantage GT4 | 103 | René Marin                  | 3              |

## Rennkalender und Ergebnisse
| Runde | Rennstrecke       | Datum      | Pole-Position                                     | Schnellste Runde                                  | Gesamtsieger                                   | Fahrzeug               |
| ----- | ----------------- | ---------- | ------------------------------------------------- | ------------------------------------------------- | ---------------------------------------------- | ---------------------- |
| 1     | Monza             | 17. April  | Tommaso Maino Andrea Invernizzi Mirko Venturi     | Jack Gerber Matt Griffin                          | Paolo Ruberti Raffaele Giammaria Gianluca Roda | Porsche 997 GT3-R      |
| 2     | Navarra           | 22. Mai    | Bert Longin Filipe Albuquerque Stéphane Ortelli   | Nico Verdonck Frank Kechele Michael Bartels       | Nico Verdonck Frank Kechele Michael Bartels    | Ferrari 458 Italia GT3 |
| 3     | Spa-Francorchamps | 31. Juli   | Maxime Martin Bas Leinders Marc Hennerici         | Marcel Fässler Mike Rockenfeller Andrea Piccini   | Mattias Ekström Gregory Franchi Timo Scheider  | Audi R8 LMS            |
| 4     | Magny-Cours       | 27. August | Michael Bartels Martin Matzke Filip Salaquarda    | Bas Leinders Markus Palttala Maxime Martin        | Bas Leinders Markus Palttala Maxime Martin     | BMW Z4 GT3             |
| 5     | Silverstone       | 9. Oktober | Nikolaus Mayr-Melnhof Dino Lunardi Dylan Derdaele | Nikolaus Mayr-Melnhof Dino Lunardi Dylan Derdaele | Bas Leinders Markus Palttala Maxime Martin     | BMW Z4 GT3             |

## Meisterschaftsergebnisse

### Punktesystem
Meisterschaftspunkte wurden für die ersten zehn Plätze in jedem Meisterschaftsrennen vergeben. Die Teilnehmer mussten 75 % der Renndistanz des Siegerautos absolvieren, um klassifiziert zu werden und Punkte zu sammeln. Einzelne Fahrer mussten mindestens 25 Minuten teilnehmen, um in einem Rennen Meisterschaftspunkte zu sammeln.

### 3-Stunden-Meisterschaftsrennen
| Platz  | 1. | 2. | 3. | 4. | 5. | 6. | 7. | 8. | 9. | 10. |
| Punkte | 25 | 18 | 15 | 12 | 10 | 8  | 6  | 4  | 2  | 1   |

### 24-Stunden-Rennen von Spa-Francorchamps
Punkte wurden nach sechs Stunden, nach zwölf Stunden und im Ziel vergeben.
| Platz              | 1.   | 2. | 3.  | 4. | 5. | 6. | 7. | 8. | 9. | 10. |
| Punkte nach 6/12 h | 12,5 | 9  | 7,5 | 6  | 5  | 4  | 3  | 2  | 1  | 0   |
| Punkte nach 24 h   | 25   | 18 | 15  | 12 | 10 | 8  | 6  | 4  | 2  | 1   |

### GT3-Pro-Fahrerwertung
Folgende Fahrer kamen in die Punktewertung.
| Platz | Fahrer                     | MON | NAV | SPA | MAG | SIL | Punkte |
| ----- | -------------------------- | --- | --- | --- | --- | --- | ------ |
| 1     | Gregory Franchi            | 7   | 4   | 1   | 3   | 5   | 89,5   |
| 2     | Markus Palttala            | 3   | 8   | 7   | 1   | 1   | 80     |
| 3     | Stéphane Ortelli           | 2   | 2   | 4   | 7   | 2   | 74     |
| 3     | Filipe Albuquerque         | 2   | 2   | 4   | 7   | 2   | 74     |
| 3     | Bert Longin                | 2   | 2   | 4   | 7   | 2   | 74     |
| 4     | Raffaele Giammaria         | 1   | 3   | DNF | 2   | 4   | 70     |
| 4     | Gianluca Roda              | 1   | 3   | DNF | 2   | 4   | 70     |
| 4     | Paolo Ruberti              | 1   | 3   | DNF | 2   | 4   | 70     |
| 5     | Bas Leinders               | 3   | 8   | DNF | 1   | 1   | 69     |
| 5     | Maxime Martin              | 3   | 8   | DNF | 1   | 1   | 69     |
| 6     | Giacomo Petrobelli         | 4   | 7   | 5   | DNF | 3   | 53     |
| 7     | Frank Kechele              | DNF | 1   | 5   | 8   | 9   | 51     |
| 8     | Mattias Ekström            |     |     | 1   |     |     | 46,5   |
| 8     | Timo Scheider              |     |     | 1   |     |     | 46,5   |
| 9     | Marcel Fässler             | 7   | 4   | 8   | 3   |     | 42     |
| 10    | Frédéric Makowiecki        | 5   | 5   | 9   | 5   | DNF | 40,5   |
| 10    | Henri Moser                | 5   | 5   | 9   | 5   | DNF | 40,5   |
| 11    | Andrea Piccini             | 7   | 4   | 8   | 3   | 5   | 40     |
| 11    | Matteo Bobbi               | 4   | 7   | 5   | DNF | 9   | 40     |
| 13    | Michael Bartels            | DNF | 1   |     | 4   |     | 37     |
| 14    | Claudia Hürtgen            |     |     | 2   |     |     | 34,5   |
| 14    | Edward Sandström           |     |     | 2   |     |     | 34,5   |
| 14    | Dirk Werner                |     |     | 2   |     |     | 34,5   |
| 15    | Carlos Iaconelli           | 4   | 7   |     | DNF | 3   | 33     |
| 16    | Nico Verdonck              | DNF | 1   | DNF | 8   | 9   | 31     |
| 17    | Gilles Vannelet            | 5   | 5   |     | 5   |     | 30     |
| 18    | Filip Salaquarda           |     |     |     | 4   | 3   | 27     |
| 19    | Kenneth Heyer              |     |     | 3   |     |     | 19,5   |
| 19    | Thomas Jäger               |     |     | 3   |     |     | 19,5   |
| 19    | Stéphane Lémeret           |     |     | 3   |     |     | 19,5   |
| 20    | Patrice Goueslard          | 6   | 10  | DNF | DNF |     | 17     |
| 20    | Julien Jousse              | 6   | 10  | DNF | DNF |     | 17     |
| 21    | Richard Westbrook          |     |     |     | 5   | DNF | 16     |
| 21    | Albert von Thurn und Taxis | DNS | 6   | DNF |     |     | 16     |
| 21    | Nikolaus Mayr-Melnhof      | DNS | 6   | DNF |     | 6   | 16     |
| 22    | Julien Rodrigues           | DNF | 12* | 6   | 9*  | 8   | 15     |
| 23    | Stef Dusseldorp            |     |     | 9   |     | 8   | 14,5   |
| 24    | Marc Basseng               |     |     | DNF |     |     | 12,5   |
| 24    | Christopher Haase          |     |     | DNF |     |     | 12,5   |
| 24    | Frank Stippler             |     |     | DNF |     |     | 12,5   |
| 25    | Martin Matzke              |     |     |     | 4   |     | 12     |
| 26    | Yann Clairay               | DNF | 12* | 6   | 9*  | DNF | 11     |
| 26    | Pierre-Brice Mena          | DNF | 12* | 6   | 9*  |     | 11     |
| 26    | Antoine Leclerc            |     |     | 7   |     |     | 11     |
| 26    | Jonathan Hirschi           |     |     | 7   |     |     | 11     |
| 27    | Christopher Mies           |     |     |     |     | 5   | 10     |
| 28    | Jérôme Policand            | 6   | 10  |     | DNF |     | 9      |
| 28    | Mike Rockenfeller          |     |     | 8   |     |     | 9      |
| 29    | Olivier Pla                |     |     | DNF |     |     | 8      |
| 29    | Eugenio Amos               | DNS | 6   | DNF |     |     | 8      |
| 29    | David Brabham              |     |     |     | 5   |     | 8      |
| 29    | Dino Lunardi               |     |     |     |     | 6   | 8      |
| 29    | Dylan Derdaele             |     |     |     |     | 6   | 8      |
| 30    | Anthony Kumpen             |     |     | DNF |     |     | 6      |
| 30    | Mike Hezemans              |     |     | DNF |     |     | 6      |
| 30    | Koen Wauters               |     |     | DNF |     |     | 6      |
| 30    | Matt Griffin               |     |     |     |     | 7   | 6      |
| 30    | Marco Cioci                |     |     |     |     | 7   | 6      |
| 30    | Piergiuseppe Perazzini     |     |     |     |     | 7   | 6      |
| 31    | Jean Karl Vernay           |     |     | DNF | 8   |     | 4      |
| 31    | Laurent Cazenave           |     |     |     |     | 8   | 4      |
| 32    | Fabien Giroix              |     | 9   |     | DNF |     | 2      |
| 32    | Andrea Barlesi             |     | 9   |     | DNF |     | 2      |
| 32    | Jean-Pierre Valentini      |     | 9   |     |     |     | 2      |
| 33    | Adam Christodoulou         |     |     |     |     | 10* | 1      |
| 33    | Phil Quaife                |     |     |     |     | 10* | 1      |
| 33    | Klaas Hummel               |     |     |     |     | 10* | 1      |
| 34    | Maxime Soulet              |     |     | DNF |     |     | 0,5    |
| 34    | Marc Goossens              |     |     | DNF |     |     | 0,5    |
| 34    | Jan Heylen                 |     |     | DNF |     |     | 0,5    |
| 35    | Olivier Tielemans          | DNF | 11  |     |     |     | 0      |
| 35    | Mika Vähämäki              | DNF | 11  |     |     |     | 0      |
| 35    | Niki Lanik                 | DNF |     |     |     |     | 0      |
| 35    | Dennis Vollmair            |     | 11  |     |     |     | 0      |
| 35    | Eric van de Poele          |     |     | DNF |     |     | 0      |
| 35    | Marc Hennerici             |     |     | DNF |     |     | 0      |
| 35    | Robert Bell                |     |     | DNF |     |     | 0      |
| 35    | Chris Goodwin              |     |     | DNF |     |     | 0      |
| 35    | Tim Mullen                 |     |     | DNF |     |     | 0      |
| 35    | Álvaro Parente             |     |     | DNF | DNF | DNF | 0      |
| 35    | Oliver Turvey              |     |     | DNF | DNF | DNF | 0      |
| 35    | Andrew Kirkaldy            |     |     | DNF | DNF |     | 0      |
| 35    | Frédéric Fatien            |     |     |     | DNF |     | 0      |
| 35    | Danny Watts                |     |     |     |     | DNF | 0      |
| 35    | Nick Catsburg              |     |     |     |     | DNF | 0      |
| 35    | Peter Dumbreck             |     |     |     |     | DNF | 0      |
| Platz | Fahrer                     | MON | NAV | SPA | MAG | SIL | Punkte |

| Legende  | Legende            | Legende                                                          |
| Farbe    | Abkürzung          | Bedeutung                                                        |
| -------- | ------------------ | ---------------------------------------------------------------- |
| Gold     | –                  | Sieg                                                             |
| Silber   | –                  | 2. Platz                                                         |
| Bronze   | –                  | 3. Platz                                                         |
| Grün     | –                  | Platzierung in den Punkten                                       |
| Blau     | –                  | Klassifiziert außerhalb der Punkteränge                          |
| Violett  | DNF                | Rennen nicht beendet (did not finish)                            |
| Violett  | NC                 | nicht klassifiziert (not classified)                             |
| Rot      | DNQ                | nicht qualifiziert (did not qualify)                             |
| Rot      | DNPQ               | in Vorqualifikation gescheitert (did not pre-qualify)            |
| Schwarz  | DSQ                | disqualifiziert (disqualified)                                   |
| Weiß     | DNS                | nicht am Start (did not start)                                   |
| Weiß     | WD                 | zurückgezogen (withdrawn)                                        |
| Hellblau | PO                 | nur am Training teilgenommen (practiced only)                    |
| Hellblau | TD                 | Freitags-Testfahrer (test driver)                                |
| ohne     | DNP                | nicht am Training teilgenommen (did not practice)                |
| ohne     | INJ                | verletzt oder krank (injured)                                    |
| ohne     | EX                 | ausgeschlossen (excluded)                                        |
| ohne     | DNA                | nicht erschienen (did not arrive)                                |
| ohne     | C                  | Rennen abgesagt (cancelled)                                      |
| ohne     | keine WM-Teilnahme |                                                                  |
| sonstige | P/fett             | Pole-Position                                                    |
| sonstige | 1/2/3/4/5/6/7/8    | Punktplatzierung im Sprint-/Qualifikationsrennen                 |
| sonstige | SR/kursiv          | Schnellste Rennrunde                                             |
| sonstige | *                  | nicht im Ziel, aufgrund der zurückgelegten Distanz aber gewertet |
| sonstige | ()                 | Streichresultate                                                 |
| sonstige | unterstrichen      | Führender in der Gesamtwertung                                   |

### GT3-Pro-Teamwertung
| Platz | Team                         | MON | NAV | SPA | MAG | SIL | Punkte |
| ----- | ---------------------------- | --- | --- | --- | --- | --- | ------ |
| 1     | WRT Belgian Audi Club        |     |     |     |     |     | 115,5  |
| 2     | Marc VDS Racing Team         |     |     |     |     |     | 85     |
| 3     | Vita4One                     |     |     |     |     |     | 75     |
| 4     | AutOrlando Sport             |     |     |     |     |     | 71,5   |
| 5     | Hexis AMR                    |     |     |     |     |     | 59,5   |
| 6     | Need for Speed Team Schubert |     |     |     |     |     | ?      |
| 6     | Black Falcon                 |     |     |     |     |     | ?      |
| 6     | Scuderia Vittoria            |     |     |     |     |     | ?      |
| 6     | SOFREV ASP                   |     |     |     |     |     | ?      |
| 6     | Blancpain Reiter             |     |     |     |     |     | ?      |
| 6     | Audi Sport Team Phoenix      |     |     |     |     |     | ?      |
| 6     | KRK Racing Team Holland      |     |     |     |     |     | ?      |
| 6     | Gulf Racing                  |     |     |     |     |     | ?      |
| 6     | AF Corse                     |     |     |     |     |     | ?      |
| 6     | JR Motorsports               |     |     |     |     |     | ?      |
| 6     | McLaren GT                   |     |     |     |     |     | ?      |
| 6     | Prospeed Competition         |     |     |     |     |     | ?      |
| 6     | Team Rhino's Leipert         |     |     |     |     |     | ?      |